# Antizoma angolensis
Antizoma angolensis là một loài thực vật có hoa trong họ Biển bức cát. Loài này được Exell & Mendonça mô tả khoa học đầu tiên năm 1939.